# Huralikuppi, Savanur
Huralikuppi là một làng thuộc tehsil Savanur, huyện Haveri, bang Karnataka, Ấn Độ.